# Campeonato Mundial de Hockey sobre Hielo Masculino de 2023
El LXXXVII Campeonato Mundial de Hockey sobre Hielo Masculino se celebró en Tampere (Finlandia) y Riga (Letonia) entre el 12 y el 28 de mayo de 2023 bajo la organización de la Federación Internacional de Hockey sobre Hielo (IIHF), la Federación Finlandesa de Hockey sobre Hielo y la Federación Letona de Hockey sobre Hielo.
Originalmente, el campeonato iba a realizarse en San Petersburgo (Rusia), pero debido a la invasión rusa de Ucrania, la IIHF decidió cancelar esta sede.
Los equipos de Rusia y Bielorrusia fueron excluidos de este campeonato debido a la invasión rusa de Ucrania.
El equipo de Canadá conquistó el título mundial al derrotar en la final a la selección de Alemania con un marcador de 5-2. En el partido por el tercer lugar el conjunto de Letonia venció al de Estados Unidos.

## Sedes
| Foto | Grupo          | Ciudad  | Instalación | Capacidad |
| ---- | -------------- | ------- | ----------- | --------- |
|      | A y fase final | Tampere | Nokia Arena | 13 500    |
|      | B y fase final | Riga    | Arena Riga  | 10 300    |

## Grupos
| Grupo A        | Grupo B         |
| -------------- | --------------- |
| Finlandia      | Canadá          |
| Estados Unidos | República Checa |
| Suecia         | Suiza           |
| Alemania       | Eslovaquia      |
| Dinamarca      | Letonia         |
| Francia        | Noruega         |
| Austria        | Kazajistán      |
| Hungría        | Eslovenia       |

## Primera fase
- Todos los partidos en la hora local de Finlandia/Letonia (UTC+2).

Los primeros cuatro de cada grupo disputan los cuartos de final; y los últimos de cada grupo descienden a la División I.

### Grupo A
| Equipo         | J | G | EG | EP | P | GF | GC | DG  | PTS |
| -------------- | - | - | -- | -- | - | -- | -- | --- | --- |
| Estados Unidos | 7 | 6 | 1  | 0  | 0 | 34 | 8  | +26 | 20  |
| Suecia         | 7 | 5 | 1  | 1  | 0 | 26 | 7  | +19 | 18  |
| Finlandia      | 7 | 5 | 0  | 1  | 1 | 28 | 15 | +13 | 16  |
| Alemania       | 7 | 4 | 0  | 0  | 3 | 27 | 16 | +11 | 12  |
| Dinamarca      | 7 | 2 | 1  | 0  | 4 | 19 | 26 | -7  | 8   |
| Francia        | 7 | 0 | 1  | 2  | 4 | 10 | 31 | -21 | 4   |
| Austria        | 7 | 0 | 1  | 1  | 5 | 11 | 27 | -16 | 3   |
| Hungría        | 7 | 0 | 1  | 1  | 5 | 12 | 37 | -25 | 3   |

- Resultados

| Fecha | Hora  | Partido¹       | Partido¹ | Partido¹       | Resultado |
| ----- | ----- | -------------- | -------- | -------------- | --------- |
| 12.05 | 16:20 | Finlandia      | -        | Estados Unidos | 1-4       |
| 12.05 | 20:20 | Suecia         | -        | Alemania       | 1-0       |
| 13.05 | 12:20 | Francia        | -        | Austria        | 2-1 TE    |
| 13.05 | 16:20 | Hungría        | -        | Dinamarca      | 1-3       |
| 13.05 | 20:20 | Alemania       | -        | Finlandia      | 3-4       |
| 14.05 | 12:20 | Estados Unidos | -        | Hungría        | 7-1       |
| 14.05 | 16:20 | Francia        | -        | Dinamarca      | 3-4 TE    |
| 14.05 | 20:20 | Suecia         | -        | Austria        | 5-0       |
| 15.05 | 16:20 | Alemania       | -        | Estados Unidos | 2-3       |
| 15.05 | 20:20 | Finlandia      | -        | Suecia         | 1-2 TL    |
| 16.05 | 16:20 | Dinamarca      | -        | Austria        | 6-2       |
| 16.05 | 20:20 | Francia        | -        | Hungría        | 2-3 TE    |
| 17.05 | 16:20 | Estados Unidos | -        | Austria        | 4-1       |
| 17.05 | 20:20 | Finlandia      | -        | Francia        | 5-3       |
| 18.05 | 16:20 | Hungría        | -        | Suecia         | 1-7       |
| 18.05 | 20:20 | Dinamarca      | -        | Alemania       | 4-6       |
| 19.05 | 16:20 | Hungría        | -        | Finlandia      | 1-7       |
| 19.05 | 20:20 | Austria        | -        | Alemania       | 2-4       |
| 20.05 | 12:20 | Estados Unidos | -        | Dinamarca      | 3-0       |
| 20.05 | 16:20 | Austria        | -        | Finlandia      | 1-3       |
| 20.05 | 20:20 | Suecia         | -        | Francia        | 4-0       |
| 21.05 | 16:20 | Alemania       | -        | Hungría        | 7-2       |
| 21.05 | 20:20 | Estados Unidos | -        | Francia        | 9-0       |
| 22.05 | 16:20 | Dinamarca      | -        | Suecia         | 1-4       |
| 22.05 | 20:20 | Austria        | -        | Hungría        | 4-3 TL    |
| 23.05 | 12:20 | Alemania       | -        | Francia        | 5-0       |
| 23.05 | 16:20 | Suecia         | -        | Estados Unidos | 3-4 TE    |
| 23.05 | 20:20 | Finlandia      | -        | Dinamarca      | 7-1       |

- (¹) – Todos en Tampere.

### Grupo B
| Equipo          | J | G | EG | EP | P | GF | GC | DG  | PTS |
| --------------- | - | - | -- | -- | - | -- | -- | --- | --- |
| Suiza           | 7 | 6 | 0  | 1  | 0 | 29 | 10 | +19 | 19  |
| Canadá          | 7 | 4 | 1  | 1  | 1 | 25 | 11 | +14 | 15  |
| Letonia         | 7 | 3 | 2  | 0  | 2 | 21 | 17 | +4  | 13  |
| República Checa | 7 | 4 | 0  | 1  | 2 | 22 | 16 | +6  | 13  |
| Eslovaquia      | 7 | 3 | 0  | 2  | 2 | 15 | 15 | 0   | 11  |
| Kazajistán      | 7 | 1 | 2  | 0  | 4 | 14 | 31 | -17 | 7   |
| Noruega         | 7 | 1 | 1  | 1  | 4 | 9  | 17 | -8  | 6   |
| Eslovenia       | 7 | 0 | 0  | 0  | 7 | 9  | 27 | -18 | 0   |

- Resultados

| Fecha | Hora  | Partido¹        | Partido¹ | Partido¹        | Resultado |
| ----- | ----- | --------------- | -------- | --------------- | --------- |
| 12.05 | 16:20 | Eslovaquia      | -        | República Checa | 2-3       |
| 12.05 | 20:20 | Letonia         | -        | Canadá          | 0-6       |
| 13.05 | 12:20 | Suiza           | -        | Eslovenia       | 7-0       |
| 13.05 | 16:20 | Noruega         | -        | Kazajistán      | 3-4 TE    |
| 13.05 | 20:20 | Eslovaquia      | -        | Letonia         | 2-1       |
| 14.05 | 12:20 | Eslovenia       | -        | Canadá          | 2-5       |
| 14.05 | 16:20 | Noruega         | -        | Suiza           | 0-3       |
| 14.05 | 20:20 | República Checa | -        | Kazajistán      | 5-1       |
| 15.05 | 16:20 | Eslovaquia      | -        | Canadá          | 1-2 TL    |
| 15.05 | 20:20 | República Checa | -        | Letonia         | 3-4 TE    |
| 16.05 | 16:20 | Eslovenia       | -        | Noruega         | 0-1       |
| 16.05 | 20:20 | Suiza           | -        | Kazajistán      | 5-0       |
| 17.05 | 16:20 | Letonia         | -        | Noruega         | 2-1       |
| 17.05 | 20:20 | Canadá          | -        | Kazajistán      | 5-1       |
| 18.05 | 16:20 | República Checa | -        | Eslovenia       | 6-2       |
| 18.05 | 20:20 | Suiza           | -        | Eslovaquia      | 4-2       |
| 19.05 | 16:20 | Letonia         | -        | Eslovenia       | 3-2       |
| 19.05 | 20:20 | Kazajistán      | -        | Eslovaquia      | 4-3 TL    |
| 20.05 | 12:20 | Noruega         | -        | República Checa | 0-2       |
| 20.05 | 16:20 | Canadá          | -        | Suiza           | 2-3       |
| 20.05 | 20:20 | Kazajistán      | -        | Letonia         | 0-7       |
| 21.05 | 16:20 | Eslovenia       | -        | Eslovaquia      | 0-1       |
| 21.05 | 20:20 | República Checa | -        | Suiza           | 2-4       |
| 22.05 | 16:20 | Canadá          | -        | Noruega         | 2-3 TL    |
| 22.05 | 20:20 | Kazajistán      | -        | Eslovenia       | 4-3       |
| 23.05 | 12:20 | Eslovaquia      | -        | Noruega         | 4-1       |
| 23.05 | 16:20 | Canadá          | -        | República Checa | 3-1       |
| 23.05 | 20:20 | Suiza           | -        | Letonia         | 3-4 TE    |

- (¹) – Todos en Riga.

## Fase final
- Todos los partidos en la hora local de Finlandia/Letonia (UTC+2).

|  | Cuartos de final | Cuartos de final |             |                | Semifinales | Semifinales |                |              | Final        | Final      |  |
|  | 25 de mayo       | 25 de mayo       |             |                | 27 de mayo  | 27 de mayo  |                |              | 28 de mayo   | 28 de mayo |  |
|  |                  |                  |             |                |             |             |                |              |              |            |  |
|  |                  |                  |             |                |             |             |                |              |              |            |  |
|  | Canadá           | 4                |             |                |             |             |                |              |              |            |  |
|  | Canadá           | 4                |             |                |             |             |                |              |              |            |  |
|  | Finlandia        | 1                |             |                |             |             |                |              |              |            |  |
|  | Finlandia        | 1                |             | Canadá         | 4           |             |                |              |              |            |  |
|  |                  |                  |             | Canadá         | 4           |             |                |              |              |            |  |
|  |                  |                  | Letonia     | 2              |             |             |                |              |              |            |  |
|  | Suecia           | 1                | Letonia     | 2              |             |             |                |              |              |            |  |
|  | Suecia           | 1                |             |                |             |             |                |              |              |            |  |
|  | Letonia          | 3                |             |                |             |             |                |              |              |            |  |
|  | Letonia          | 3                |             |                |             |             |                | Canadá       | 5            |            |  |
|  |                  |                  |             |                |             |             |                | Canadá       | 5            |            |  |
|  |                  |                  | Alemania    | 2              |             |             |                |              |              |            |  |
|  | Estados Unidos   | 3                | Alemania    | 2              |             |             |                |              |              |            |  |
|  | Estados Unidos   | 3                |             |                |             |             |                |              |              |            |  |
|  | República Checa  | 0                |             |                |             |             |                |              |              |            |  |
|  | República Checa  | 0                |             | Estados Unidos | 3           |             |                | Tercer lugar | Tercer lugar |            |  |
|  |                  |                  |             | Estados Unidos | 3           |             |                | Tercer lugar | Tercer lugar |            |  |
|  |                  |                  | Alemania TE | 4              |             |             |                |              |              |            |  |
|  | Suiza            | 1                | Alemania TE | 4              |             |             | Estados Unidos | 3            |              |            |  |
|  | Suiza            | 1                |             |                |             |             | Estados Unidos | 3            |              |            |  |
|  | Alemania         | 3                |             |                |             |             |                |              | Letonia TE   | 4          |  |
|  | Alemania         | 3                |             |                |             |             |                |              | Letonia TE   | 4          |  |
|  |                  |                  |             |                |             |             |                |              |              |            |  |

### Cuartos de final
| Fecha | Hora  | Partido¹       | Partido¹ | Partido¹        | Resultado |
| ----- | ----- | -------------- | -------- | --------------- | --------- |
| 25.05 | 16:20 | Estados Unidos | -        | República Checa | 3-0       |
| 25.05 | 16:20 | Suiza          | -        | Alemania        | 1-3       |
| 25.05 | 20:20 | Canadá         | -        | Finlandia       | 4-1       |
| 25.05 | 20:20 | Suecia         | -        | Letonia         | 1-3       |

- (¹) – El primero y el tercero en Tampere, los otros dos en Riga.

### Semifinales
| Fecha | Hora  | Partido¹       | Partido¹ | Partido¹ | Resultado |
| ----- | ----- | -------------- | -------- | -------- | --------- |
| 27.05 | 14:20 | Canadá         | -        | Letonia  | 4-2       |
| 27.05 | 18:20 | Estados Unidos | -        | Alemania | 3-4 TE    |

- (¹) – Ambos en Tampere.

### Tercer puesto
| Fecha | Hora  | Partido¹       | Partido¹ | Partido¹ | Resultado |
| ----- | ----- | -------------- | -------- | -------- | --------- |
| 28.05 | 15.20 | Estados Unidos | -        | Letonia  | 3-4 TE    |

- (¹) – En Tampere.

### Final
| Fecha | Hora  | Partido¹ | Partido¹ | Partido¹ | Resultado |
| ----- | ----- | -------- | -------- | -------- | --------- |
| 28.05 | 20:20 | Canadá   | -        | Alemania | 5-2       |

- (¹) – En Tampere.

## Medallero
| Canadá | Alemania | Letonia |
| Justin Barron Ethan Bear Samuel Blais Michael Carcone Lawson Crouse Adam Fantilli Cody Glass Joel Hofer Brad Hunt Pierre-Olivier Joseph Peyton Krebs Scott Laughton Devon Levi Milan Lucic Jack McBain Jacob Middleton Samuel Montembeault Tyler Myers Jake Neighbours Jack Quinn Tyler Toffoli Joe Veleno MacKenzie Weegar | Alexander Ehl Daniel Fischbuch Maximilian Franzreb Leon Gawanke Leon Hüttl Dominik Kahun Maximilian Kastner Jonas Müller Moritz Müller Mathias Niederberger Marcel Noebels John-Jason Peterka Justin Schütz Moritz Seider Samuel Soramies Wojciech Stachowiak Dustin Strahlmeier Nico Sturm Maksymilian Szuber Frederik Tiffels Parker Tuomie Filip Varejcka Fabio Wagner Manuel Wiederer Kai Wissmann | Rodrigo Ābols Toms Andersons Rūdolfs Balcers Uvis Jānis Balinskis Oskars Batņa Arvils Bergmanis Rihards Bukarts Roberts Bukarts Oskars Cibuļskis Kārlis Čukste Kaspars Daugaviņš Mārtiņš Dzierkals Ralfs Freibergs Georgs Golovkovs Kristers Gudļevskis Miks Indrašis Jānis Jaks Ronalds Ķēniņš Renārs Krastenbergs Dans Ločmelis Ivars Punnenovs Kristiāns Rubīns Artūrs Šilovs Deniss Smirnovs Kristaps Zīle |
| André Tourigny (seleccionador) | Harold Kreis (seleccionador) | Harijs Vītoliņš (seleccionador) |

## Estadísticas

### Clasificación general
| 1. Canadá          |
| 2. Alemania        |
| 3. Letonia         |
| 4. Estados Unidos  |
| 5. Suiza           |
| 6. Suecia          |
| 7. Finlandia       |
| 8. República Checa |
| 9. Eslovaquia      |
| 10. Dinamarca      |
| 11. Kazajistán     |
| 12. Francia        |
| 13. Noruega        |
| 14. Austria        |
| 15. Hungría        |
| 16. Eslovenia      |

- () – Equipos que descienden a la División I.

### Máximos anotadores
| Núm. | Nombre              | Selección       | Goles | Asistencias | Puntos | Partidos jugados |
| ---- | ------------------- | --------------- | ----- | ----------- | ------ | ---------------- |
| 1    | Rocco Grimaldi      | Estados Unidos  | 7     | 7           | 14     | 10               |
| 2    | Dominik Kubalík     | República Checa | 8     | 4           | 12     | 8                |
| 3    | John-Jason Peterka  | Alemania        | 6     | 6           | 12     | 10               |
| 4    | Rihards Bukarts     | Letonia         | 3     | 8           | 11     | 10               |
| 4    | MacKenzie Weegar    | Canadá          | 3     | 8           | 11     | 10               |
| 6    | Thomas Joseph Tynan | Estados Unidos  | 1     | 10          | 11     | 10               |
| 7    | Henrik Tömmernes    | Suecia          | 0     | 10          | 10     | 8                |
| 8    | Cutter Gauthier     | Estados Unidos  | 7     | 2           | 9      | 10               |
| 9    | Lawson Crouse       | Canadá          | 6     | 3           | 9      | 10               |
| 10   | Nikolaj Ehlers      | Dinamarca       | 5     | 4           | 9      | 7                |

Fuente: 

### Mejores porteros
| Núm. | Nombre              | Equipo          | Paradas | Tiros | %       | Partidos jugados |
| ---- | ------------------- | --------------- | ------- | ----- | ------- | ---------------- |
| 1    | Stanislav Škorvánek | Eslovaquia      | 103     | 108   | 95,37 % | 4                |
| 2    | Karel Vejmelka      | República Checa | 117     | 124   | 94,35 % | 4                |
| 3    | Samuel Montembeault | Canadá          | 153     | 163   | 93,87 % | 7                |
| 4    | Lars Johansson      | Suecia          | 112     | 120   | 93,33 % | 5                |
| 5    | Samuel Hlavaj       | Eslovaquia      | 96      | 103   | 93,20 % | 3                |

Fuente: 

### Equipo ideal
- Mejor jugador del campeonato —MVP—: Artūrs Šilovs ( Letonia).

| Posición | Nombre             | País            |
| -------- | ------------------ | --------------- |
| Portero  | Artūrs Šilovs      | Letonia         |
| Defensor | MacKenzie Weegar   | Canadá          |
| Defensor | Moritz Seider      | Alemania        |
| Atacante | John-Jason Peterka | Alemania        |
| Atacante | Rocco Grimaldi     | Estados Unidos  |
| Atacante | Dominik Kubalík    | República Checa |

Fuente: 